# Biatlon op de Olympische Winterspelen 2022 - Gemengde estafette
De 4×6 kilometer gemengde estafette tijdens de Olympische Winterspelen 2022 vond plaats op 5 februari 2022 in het Zhangjiakou Biathlon Centre nabij Peking. Regerend olympisch kampioen was Frankrijk (Marie Dorin Habert, Anaïs Bescond, Simon Desthieux en Martin Fourcade).

## Tijdschema
| Datum      | Lokale tijd | MET   |
| ---------- | ----------- | ----- |
| 5 februari | 17:00       | 10:00 |

## Uitslag
| Rang   | Bib | Land                                                                                      | Tijd                                      | Straf (L+S)                              | Achterstand |
| ------ | --- | ----------------------------------------------------------------------------------------- | ----------------------------------------- | ---------------------------------------- | ----------- |
| Goud   | 1   | Noorwegen Marte Olsbu Røiseland Tiril Eckhoff Tarjei Bø Johannes Thingnes Bø              | 1:06:45,6 17:18,6 19:12,6 15:31,1 14:43,3 | 1+6 2+7 0+1 0+0 1+3 2+3 0+0 0+3 0+2 0+1  | –           |
| Zilver | 3   | Frankrijk Anaïs Chevalier-Bouchet Julia Simon Émilien Jacquelin Quentin Fillon Maillet    | 1:06:46,5 18:43,7 17:17,7 15:56,3 14:48,8 | 0+5 3+6 0+2 1+3 0+2 0+0 0+0 2+3 0+1 0+0  | +0,9        |
| Brons  | 5   | Russische ploeg Oeljana Nigmatoellina Kristina Reztsova Aleksandr Loginov Edoeard Latypov | 1:06:47,1 18:16,0 18:46,1 14:38,3 15:06,7 | 0+4 1+9 0+2 0+3 0+1 1+3 0+0 0+2 0+1 0+1  | +1,5        |
| 4      | 4   | Zweden Hanna Öberg Elvira Öberg Martin Ponsiluoma Sebastian Samuelsson                    | 1:07:26,6 18:02,6 18:13,8 15:41,1 15:29,1 | 0+7 0+6 0+2 0+1 0+3 0+2 0+0 0+3 0+2 0+0  | +41,0       |
| 5      | 6   | Duitsland Vanessa Voigt Denise Herrmann Benedikt Doll Philipp Nawrath                     | 1:07:51,1 19:37,1 18:00,0 15:23,0 14:51,0 | 1+10 1+8 1+3 1+3 0+3 0+3 0+3 0+1 0+1 0+1 | +1:05,5     |
| 6      | 2   | Wit-Rusland Dzinara Alimbekava Hanna Sola Mikita Labastau Anton Smolski                   | 1:08:00,2 17:49,8 19:05,0 15:32,8 15:32,6 | 0+6 2+8 0+1 0+1 0+3 2+3 0+0 0+2 0+2 0+2  | +1:14,6     |
| 7      | 19  | Verenigde Staten Susan Dunklee Clare Egan Sean Doherty Paul Schommer                      | 1:08:58,3 18:52,3 17:38,8 15:27,8 16:59,4 | 1+8 0+4 0+3 0+2 0+1 0+0 1+3 0+2          | +2:12,7     |
| 8      | 14  | Zwitserland Amy Baserga Lena Häcki Benjamin Weger Sebastian Stalder                       | 1:09:06,0 18:39,9 18:44,0 15:23,8 16:18,3 | 2+6 0+5 1+3 0+1 1+3 0+1 0+0 0+1 0+0 0+2  | +2:20,4     |
| 9      | 7   | Italië Lisa Vittozzi Dorothea Wierer Thomas Bormolini Lukas Hofer                         | 1:09:25,3 17:35,3 18:30,2 16:23,0 16:56,8 | 0+4 2+10 0+0 0+1 0+1 0+3 0+0 1+3 0+3 1+3 | +2:39,7     |
| 10     | 11  | Oostenrijk Julia Schwaiger Lisa Hauser Simon Eder Felix Leitner                           | 1:09:44,2 19:25,7 18:41,6 15:49,8 15:47,1 | 1+6 1+7 0+2 1+3 1+3 0+0 0+1 0+3 0+0 0+1  | +2:58,6     |
| 11     | 8   | Finland Suvi Minkkinen Mari Eder Tero Seppälä Olli Hiidensalo                             | 1:10:06,7 19:24,1 18:14,2 15:12,5 17:15,9 | 1+6 0+6 0+0 0+0 0+2 0+3 0+1 0+0 1+3 0+3  | +3:21,1     |
| 12     | 9   | Tsjechië Jessica Jislová Markéta Davidová Mikuláš Karlík Michal Krčmář                    | 1:10:20,2 18:40,2 18:44,1 17:11,7 15:44,2 | 2+7 1+10 0+3 0+2 0+0 0+3 2+3 1+3 0+1 0+2 | +3:34,6     |
| 13     | 10  | Oekraïne Valentina Semerenko Joelia Dzjyma Artem Pryma Dmytro Pidruchnyi                  | 1:10:21,7 20:46,4 17:50,2 15:45,1 16:00,0 | 3+9 1+6 2+3 1+3 0+0 0+2 0+3 0+1 1+3 0+0  | +3:36,1     |
| 14     | 18  | Canada Sarah Beaudry Emma Lunder Christian Gow Scott Gow                                  | 1:11:12,4 19:48,9 18:48,1 16:30,5 16:04,9 | 0+5 3+12 0+1 0+3 0+1 0+3 0+3 2+3 0+0 1+3 | +4:26,8     |
| 15     | 12  | China Meng Fanqi Chu Yuanmeng Yan Xingyuan Cheng Fangming                                 | 1:11:28,1 19:15,9 19:46,1 16:20,4 16:05,7 | 0+3 0+9 0+0 0+3 0+3 0+2 0+0 0+2          | +4:42,5     |
| 16     | 13  | Estland Regina Oja Tuuli Tomingas Rene Zahkna Kristo Siimer                               | 1:11:56,5 18:50,6 19:19,0 16:13,1 17:33,8 | 0+8 1+6 0+3 0+1 0+0 1+3 0+2 0+0 0+3 0+2  | +5:10,9     |
| 17     | 15  | Slowakije Ivona Fialková Paulína Fialková Michal Šíma Tomáš Sklenárik                     | LAP 19:59,3 19:45,2 LAP                   | 9+9 0+4 3+3 0+3 1+3 0+1 5+3              |             |
| 18     | 20  | Japan Fuyuko Tachizaki Sari Maeda Tsukasa Kobonoki Kōsuke Ozaki                           | LAP 19:53,9 LAP                           | 0+5 3+6 0+3 0+3 0+2 3+3                  |             |
| 19     | 17  | Bulgarije Milena Todorova Maria Zdravkova Vladimir Iliev Dimitar Gerdzhikov               | LAP 19:38,6 LAP                           | 0+3 3+6 0+2 1+3 0+1 2+3                  |             |
| 20     | 16  | Slovenië Polona Klemenčič Živa Klemenčič Jakov Fak Miha Dovžan                            | LAP 19:15,0 LAP                           | 3+4 1+6 0+1 0+3 3+3 1+3                  |             |